# Naranjas picadas

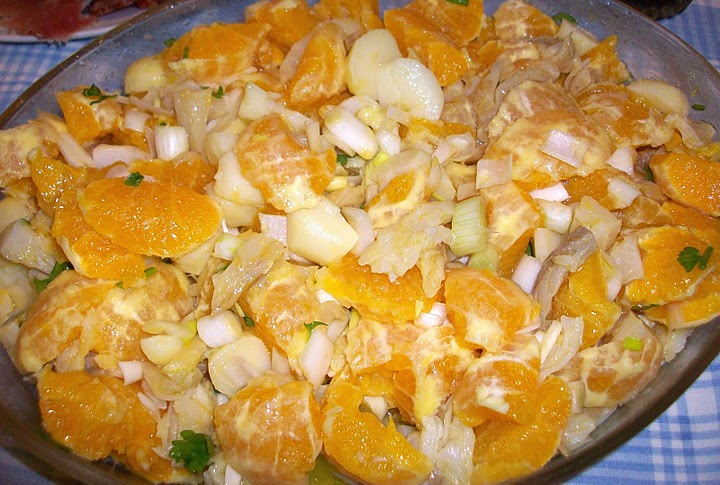
Plato típico de la gastronomía cordobesa que se prepara a base de naranjas troceadas, verduras y pescado. Se considera una ensalada, y es llamado Naranjas Picadas, aunque en diferentes partes de Andalucía sea conocido por otros nombres.

Se conoce como naranjas picadas o picás uno de los platos elementales de la gastronomía de la provincia de Córdoba, en Andalucía. Este elemento gastronómico consta de una preparación muy simple y sencilla a base de naranjas troceadas sin piel, con adiciones de hortalizas, pescados o especias. Se considera un plato principal y se considera como revuelto o ensalada vegetal.

## Origen
La elaboración del plato tiene sus orígenes en los campesinos y jornaleros de Córdoba. Es un plato que surgió en localidades como Puente Genil, Palma del Río, Montalbán de Córdoba, Córdoba o Lucena, aunque también se puede encontrar en otras provincias andaluzas con diferentes nombres. Debido a las dificultades económicas del momento, los habitantes de la provincia cordobesa se veían obligados a alimentarse de cualquier plato de elaboración sencilla y que estuviese al alcance de su poder económico. También es un hecho que influye el cultivo de naranjas y cultivos hortofrutícolas en general en toda la provincia debido al clima Mediterráneo de Interior y la gran fertilidad de las tierras que se encontraban periféricas a las orillas del río Guadalquivir. Es por lo cual que los habitantes emplearon las naranjas como uno de los platos básicos y principales de su dieta por su gran abundancia, y por extensión, su bajo coste.

## Elaboración

### Ingredientes
Como se ha mencionado con anterioridad, es una plato de preparación simple, con elementos fácilmente localizables, pero que ha ido evolucionando a lo largo de la historia con ingredientes más abundantes. Su ingrediente principal y básico es la naranja dulce troceada y sin piel, aceite de oliva, sal, un pelín de vinagre, cebolla y pescados como pueden ser la caballa, la merluza en aceite, el bacalao en aceite o el atún. En algunos municipios de la provincia, la adición de unos elementos u otros depende de la forma de elaboración que se emplee en dicha localidad. Por ejemplo, también se puede añadir pimiento verde mínimamente troceado, huevo cocido e incluso jamón.

### Modo de Preparación
Una vez que ya tenemos las naranjas peladas, se trocearán en gajos medianamente grandes, y se verterán sobre un plato o fuente. Seguidamente, se añadirá aceite de oliva, vinagre y una pizca de sal fina. A continuación, se troceará el pescado y la cebolla picada minuciosamente. Podemos seguir añadiendo guarnición, como puede ser pimiento verde troceado, huevo cocido o jamón. Una vez añadidos los ingredientes, mezclar hasta conseguir una distribución dispersa de todos los elementos añadidos.
Algunas variantes sencillamente usan los gajos de las naranjas, aceite de oliva y azúcar.